# Blockhouse No. 1

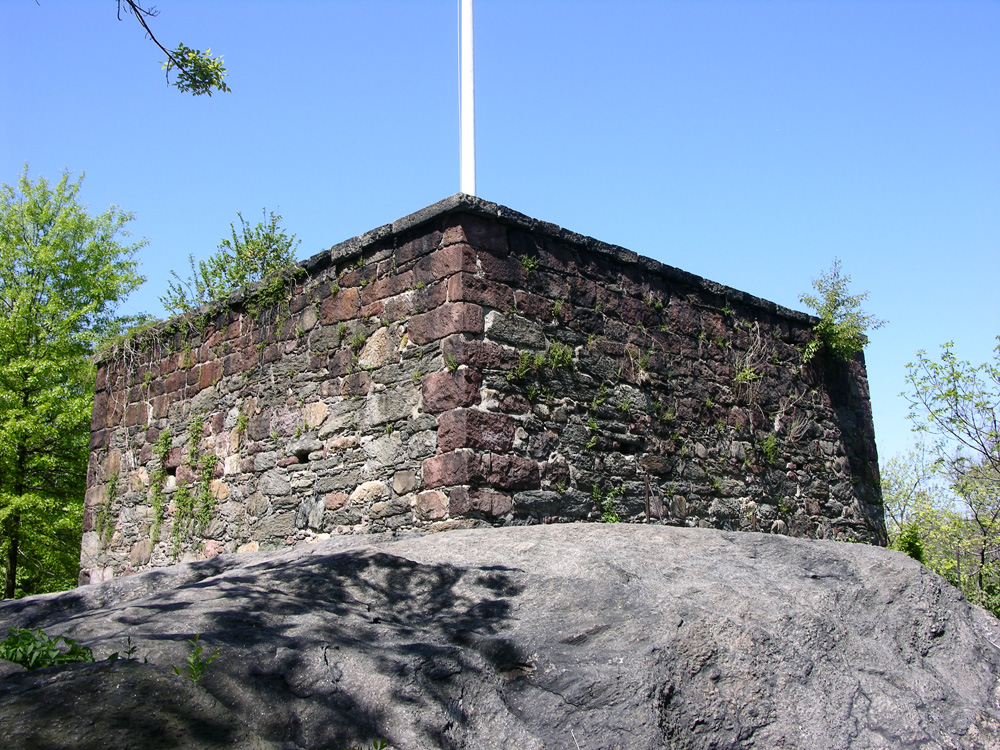
Blick nach Westen auf das Blockhouse No. 1

Blockhouse No. 1, umgangssprachlich „The Blockhouse“ genannt, ist ein kleines Fort im North Woods-Abschnitt des Central Parks in Manhattan, New York City. Das 1814 fertiggestellte Steinbauwerk ist nach den Nadeln der Kleopatra das zweitälteste Bauwerk im Park und das älteste erhaltene Gebäude, das ursprünglich innerhalb des Parkgeländes errichtet wurde. Ursprünglich wurde es zur Verteidigung während des Britisch-Amerikanischen Krieges von 1812 gebaut und ist das letzte noch bestehende Fort aus dieser Zeit.
Es befindet sich auf einer Anhöhe aus Schiefergestein und bietet einen freien Blick auf die flache Umgebung nördlich des Central Parks. Das Fort war Teil einer größeren Befestigungsanlage im Norden Manhattans, zu der ursprünglich auch die Blockhouses No. 2, 3 und 4 im Morningside Park gehörten. Das Fort ist das letzte erhaltene Fort dieser Verteidigungsanlagen. 
Die Parkgestalter Frederick Law Olmsted und Calvert Vaux verwandelten dieses militärische Relikt in eine malerische Ruine, romantisch umrankt von Weinreben und alpinen Sträuchern.
Koordinaten: 40° 47′ 55,3″ N, 73° 57′ 22,7″ W